# Major League Soccer 2004
Navigation
Édition précédente Édition suivante
La Major Leaque Soccer 2004 est la 9e saison de la Major League Soccer, le championnat professionnel de football des États-Unis.
Deux places qualificatives pour la Coupe des champions de la CONCACAF 2005 sont attribuées aux finalistes du championnat.

## Changements par rapport à 2003
- La MLS adopte les standards de la FIFA, à savoir qu'il n'y a plus de prolongation au terme d'un match de saison régulière en cas de match nul.
- Il n'y a plus de but en or lors des matchs de séries éliminatoires. Ainsi, une prolongation entière de deux périodes de quinze minutes complète est jouée si nécessaire.

## Les 10 franchises participantes

### Carte
| Fire de Chicago Rapids du Colorado Crew de Columbus D.C. United Burn de Dallas Wizards de Kansas City Galaxy de · Los Angeles Revolution de la Nouvelle-Angleterre MetroStars Earthquakes · de San José |

| Association de l'Ouest - Rapids du Colorado - Burn de Dallas - Wizards de Kansas City - Galaxy de Los Angeles - Earthquakes de San José | Association de l'Est - Fire de Chicago - Crew de Columbus - D.C. United - Revolution de la Nouvelle-Angleterre - MetroStars |

### Stades
| Fire de Chicago  | Rapids du Colorado         | Crew de Columbus      | D.C. United          | Burn de Dallas   |
| ---------------- | -------------------------- | --------------------- | -------------------- | ---------------- |
| Soldier Field    | Invesco Field at Mile High | Columbus Crew Stadium | RFK Memorial Stadium | Cotton Bowl      |
| Capacité: 61.500 | Capacité: 76.125           | Capacité: 22.555      | Capacité: 46.000     | Capacité: 92.100 |
|                  |                            |                       |                      |                  |

| Wizards de Kansas City | Galaxy de Los Angeles | MetroStars       | Revolution de la Nouvelle-Angleterre | Earthquakes de San José |
| ---------------------- | --------------------- | ---------------- | ------------------------------------ | ----------------------- |
| Arrowhead Stadium      | Home Depot Center     | Giants Stadium   | Gillette Stadium                     | Spartan Stadium         |
| Capacité: 81.425       | Capacité: 27.000      | Capacité: 80.200 | Capacité: 68.756                     | Capacité: 30.456        |
|                        |                       |                  |                                      |                         |

### Entraîneurs
Durant l'intersaison, Frank Yallop quitte les Earthquakes de San José, pour l'équipe nationale du Canada. Il est remplacé par Dominic Kinnear qui était son adjoint. Au D.C. United, Ray Hudson est licencié et est remplacé par Piotr Nowak.
| Équipe                               | Entraîneur                                          |
| ------------------------------------ | --------------------------------------------------- |
| Fire de Chicago                      | Dave Sarachan                                       |
| Rapids du Colorado                   | Tim Hankinson                                       |
| Crew de Columbus                     | Greg Andrulis                                       |
| D.C. United                          | Piotr Nowak                                         |
| Burn de Dallas                       | Colin Clarke                                        |
| Wizards de Kansas City               | Bob Gansler                                         |
| Galaxy de Los Angeles                | Sigi Schmid (16/08/2004) Steve Sampson (18/08/2004) |
| Revolution de la Nouvelle-Angleterre | Steve Nicol                                         |
| MetroStars                           | Bob Bradley                                         |
| Earthquakes de San José              | Dominic Kinnear                                     |

## Format de la compétition
- Les 10 équipes sont réparties en 2 conférences : Conférence Ouest (5 équipes) et la Conférence Est (5 équipes).
- Toutes les équipes disputent 30 rencontres qui se répartissent comme suit :
  - 4 rencontres (deux à domicile et deux à l'extérieur) contre chaque équipe de sa conférence
  - 3 rencontres (deux à domicile et une à l'extérieur) contre deux équipes de la conférence opposée
  - 3 rencontres (une à domicile et deux à l'extérieur) contre deux équipes de la conférence opposée
  - 2 rencontres (une à domicile et une à l'extérieur) contre une équipe de la conférence opposée
- La victoire vaut 3 points, le match nul rapporte 1 point et la défaite ne rapporte aucun point.
- Les quatre meilleures équipes de chaque conférence se qualifient pour les séries éliminatoires.
- La différence particulière (points dans les confrontations directes) puis la différence de buts générale départagent les équipes en cas d'égalité.

## Saison régulière

### Classements des conférences Ouest et Est
| Rang | Équipe                    | Pts | J  | G  | N  | P  | Bp | Bc | Diff |
| ---- | ------------------------- | --- | -- | -- | -- | -- | -- | -- | ---- |
| 1    | Wizards de Kansas City C  | 49  | 30 | 14 | 7  | 9  | 38 | 30 | +8   |
| 2    | Galaxy de Los Angeles     | 43  | 30 | 11 | 10 | 9  | 43 | 42 | +1   |
| 3    | Rapids du Colorado        | 41  | 30 | 10 | 11 | 9  | 29 | 32 | -3   |
| 4    | Earthquakes de San José T | 38  | 30 | 9  | 11 | 10 | 41 | 35 | +6   |
| 5    | Burn de Dallas            | 36  | 30 | 10 | 6  | 14 | 34 | 45 | -11  |

| Rang | Équipe                               | Pts | J  | G  | N  | P  | Bp | Bc | Diff |
| ---- | ------------------------------------ | --- | -- | -- | -- | -- | -- | -- | ---- |
| 1    | Crew de Columbus                     | 49  | 30 | 12 | 13 | 5  | 40 | 32 | +8   |
| 2    | D.C. United                          | 42  | 30 | 11 | 9  | 10 | 43 | 42 | +1   |
| 3    | MetroStars                           | 40  | 30 | 11 | 7  | 12 | 47 | 49 | -2   |
| 4    | Revolution de la Nouvelle-Angleterre | 33  | 30 | 8  | 9  | 13 | 42 | 43 | -1   |
| 5    | Fire de Chicago                      | 33  | 30 | 8  | 9  | 13 | 36 | 44 | -8   |

- MLS Supporters' Shield, qualification pour les séries éliminatoires et le quatrième tour de la Coupe des États-Unis de soccer 2005
- Franchise qualifiée pour les séries éliminatoires et le quatrième tour de la Coupe des États-Unis de soccer 2005
- Franchise non qualifiée pour les séries éliminatoires et qualification pour le troisième tour de la Coupe des États-Unis de soccer 2005

T : Tenant du titre

C : Vainqueur de la Coupe des États-Unis de soccer 2004

### Résultats
Source : Résultats de la saison

#### Matchs inter-conférences
| Résultats (▼dom., ►ext.)                                   | CHI | COLU | DCU | MET | N.-A. | CHI | COLU | DCU | MET | N.-A. |
| Rapids du Colorado                                         | 2-0 | 0-0  | 2-1 | 1-0 | 0-0   |     | 1-1  |     | 1-0 |       |
| Burn de Dallas                                             | 4-1 | 0-0  | 1-1 | 0-2 | 3-1   |     |      | 5-1 |     | 0-3   |
| Wizards de Kansas City                                     | 0-0 | 1-0  | 1-0 | 1-2 | 2-3   | 2-2 |      |     | 1-0 |       |
| Galaxy de Los Angeles                                      | 3-2 | 2-0  | 1-1 | 0-3 | 3-2   | 1-1 | 0-0  |     |     |       |
| Earthquakes de San José                                    | 0-0 | 0-1  | 1-1 | 5-5 | 2-2   |     |      | 2-0 | 3-1 |       |
| - Victoire à domicile - Match nul - Victoire à l'extérieur |     |      |     |     |       |     |      |     |     |       |

| Résultats (▼dom., ►ext.)                                   | COLO | DAL | KAN | LA  | SJ  | COLO | DAL | KAN | LA  | SJ  |
| Fire de Chicago                                            | 1-0  | 0-2 | 3-1 | 0-1 | 1-1 | 0-3  |     |     |     | 2-1 |
| Crew de Columbus                                           | 1-2  | 0-0 | 2-2 | 3-1 | 1-0 |      | 2-1 | 2-1 |     |     |
| D.C. United                                                | 0-0  | 3-0 | 1-0 | 2-4 | 2-1 | 3-1  |     |     | 1-1 |     |
| MetroStars                                                 | 2-3  | 0-2 | 1-0 | 2-1 | 2-0 |      | 0-1 |     | 3-0 |     |
| Revolution de la Nouvelle-Angleterre                       | 6-1  | 2-0 | 1-3 | 2-1 | 1-3 |      |     | 1-2 |     | 0-1 |
| - Victoire à domicile - Match nul - Victoire à l'extérieur |      |     |     |     |     |      |     |     |     |     |

#### Matchs intra-conférences

##### Conférence Ouest
| Résultats (▼dom., ►ext.)                                   | COLO | DAL | KAN | LA  | SJ  | COLO | DAL | KAN | LA  | SJ  |
| Rapids du Colorado                                         |      | 1-1 | 0-1 | 1-1 | 1-0 |      | 2-1 | 3-1 | 0-0 | 1-1 |
| Burn de Dallas                                             | 1-1  |     | 1-0 | 1-3 | 1-2 | 1-0  |     | 0-1 | 2-0 | 2-2 |
| Wizards de Kansas City                                     | 2-0  | 2-0 |     | 2-2 | 0-2 | 1-0  | 5-1 |     | 1-0 | 1-0 |
| Galaxy de Los Angeles                                      | 1-1  | 4-1 | 1-2 |     | 2-1 | 2-0  | 2-0 | 1-1 |     | 2-1 |
| Earthquakes de San José                                    | 3-1  | 1-2 | 1-1 | 4-2 |     | 0-0  | 3-0 | 0-0 | 0-0 |     |
| - Victoire à domicile - Match nul - Victoire à l'extérieur |      |     |     |     |     |      |     |     |     |     |

##### Conférence Est
| Résultats (▼dom., ►ext.)                                   | CHI | COLU | DCU | MET | N.-A. | CHI | COLU | DCU | MET | N.-A. |
| Fire de Chicago                                            |     | 1-3  | 3-0 | 3-0 | 1-1   |     | 0-1  | 3-1 | 1-1 | 2-0   |
| Crew de Columbus                                           | 2-0 |      | 2-2 | 1-3 | 1-0   | 3-3 |      | 1-0 | 4-2 | 1-1   |
| D.C. United                                                | 0-1 | 1-1  |     | 6-2 | 2-2   | 3-1 | 3-1  |     | 3-2 | 1-0   |
| MetroStars                                                 | 1-1 | 1-1  | 3-2 |     | 1-1   | 2-1 | 1-1  | 0-1 |     | 3-2   |
| Revolution de la Nouvelle-Angleterre                       | 3-1 | 1-2  | 0-1 | 1-1 |       | 2-1 | 2-2  | 0-0 | 2-1 |       |
| - Victoire à domicile - Match nul - Victoire à l'extérieur |     |      |     |     |       |     |      |     |     |       |

## Séries éliminatoires

### Règlement
Les équipes classées premières de leur conférence affrontent le quatrième de leur conférence en demi-finale de conférence (le deuxième affrontant le troisième) qui se déroulent par match aller-retour, avec match retour chez l'équipe la mieux classée. En cas d'égalité à l'issue des deux matchs, une prolongation de deux fois quinze minutes a lieu. Si les équipes ne se départagent pas, une séance de tirs au but a alors lieu.
Les finales de conférence se déroulent sur les terrains des équipes les mieux classées tandis que la finale MLS a lieu au Home Depot Center de Carson.
Ces 2 tours se déroulent en un seul match, avec prolongation (intégrale de deux fois quinze minutes) et tirs au but pour départager si nécessaire les équipes.
Les finalistes se qualifient pour les quarts de finale de la Coupe des champions de la CONCACAF 2005.

### Tableau
Les résultats des tirs au but sont marqués entre parenthèses.
|  | Demi-finales de Conférence              | Demi-finales de Conférence              | Demi-finales de Conférence                 | Demi-finales de Conférence |                                         |                                         | Finales de Conférence                        | Finales de Conférence                        | Finales de Conférence                        | Finales de Conférence                        |  |  | MLS Cup 2004                           | MLS Cup 2004                           | MLS Cup 2004                           | MLS Cup 2004                           |
|  |                                         |                                         |                                            |                            |                                         |                                         |                                              |                                              |                                              |                                              |  |  |                                        |                                        |                                        |                                        |
|  | 23 et 31 octobre                        | 23 et 31 octobre                        | 23 et 31 octobre                           | 23 et 31 octobre           |                                         |                                         | 6 novembre, RFK Memorial Stadium, Washington | 6 novembre, RFK Memorial Stadium, Washington | 6 novembre, RFK Memorial Stadium, Washington | 6 novembre, RFK Memorial Stadium, Washington |  |  | 14 novembre, Home Depot Center, Carson | 14 novembre, Home Depot Center, Carson | 14 novembre, Home Depot Center, Carson | 14 novembre, Home Depot Center, Carson |
|  | 23 et 31 octobre                        | 23 et 31 octobre                        | 23 et 31 octobre                           | 23 et 31 octobre           |                                         |                                         | 6 novembre, RFK Memorial Stadium, Washington | 6 novembre, RFK Memorial Stadium, Washington | 6 novembre, RFK Memorial Stadium, Washington | 6 novembre, RFK Memorial Stadium, Washington |  |  | 14 novembre, Home Depot Center, Carson | 14 novembre, Home Depot Center, Carson | 14 novembre, Home Depot Center, Carson | 14 novembre, Home Depot Center, Carson |
|  | E1 Crew de Columbus                     | E1 Crew de Columbus                     | 0                                          | 1                          |                                         |                                         | 6 novembre, RFK Memorial Stadium, Washington | 6 novembre, RFK Memorial Stadium, Washington | 6 novembre, RFK Memorial Stadium, Washington | 6 novembre, RFK Memorial Stadium, Washington |  |  | 14 novembre, Home Depot Center, Carson | 14 novembre, Home Depot Center, Carson | 14 novembre, Home Depot Center, Carson | 14 novembre, Home Depot Center, Carson |
|  | E1 Crew de Columbus                     | E1 Crew de Columbus                     | 0                                          | 1                          |                                         |                                         | 6 novembre, RFK Memorial Stadium, Washington | 6 novembre, RFK Memorial Stadium, Washington | 6 novembre, RFK Memorial Stadium, Washington | 6 novembre, RFK Memorial Stadium, Washington |  |  | 14 novembre, Home Depot Center, Carson | 14 novembre, Home Depot Center, Carson | 14 novembre, Home Depot Center, Carson | 14 novembre, Home Depot Center, Carson |
|  | E4 Revolution de la Nouvelle-Angleterre | E4 Revolution de la Nouvelle-Angleterre | 1                                          | 1                          |                                         |                                         | 6 novembre, RFK Memorial Stadium, Washington | 6 novembre, RFK Memorial Stadium, Washington | 6 novembre, RFK Memorial Stadium, Washington | 6 novembre, RFK Memorial Stadium, Washington |  |  | 14 novembre, Home Depot Center, Carson | 14 novembre, Home Depot Center, Carson | 14 novembre, Home Depot Center, Carson | 14 novembre, Home Depot Center, Carson |
|  | E4 Revolution de la Nouvelle-Angleterre | E4 Revolution de la Nouvelle-Angleterre | 1                                          | 1                          | E4 Revolution de la Nouvelle-Angleterre | E4 Revolution de la Nouvelle-Angleterre | 3 (3)                                        | 3 (3)                                        |                                              |                                              |  |  | 14 novembre, Home Depot Center, Carson | 14 novembre, Home Depot Center, Carson | 14 novembre, Home Depot Center, Carson | 14 novembre, Home Depot Center, Carson |
|  | 23 et 30 octobre                        |                                         |                                            |                            | E4 Revolution de la Nouvelle-Angleterre | E4 Revolution de la Nouvelle-Angleterre | 3 (3)                                        | 3 (3)                                        |                                              |                                              |  |  | 14 novembre, Home Depot Center, Carson | 14 novembre, Home Depot Center, Carson | 14 novembre, Home Depot Center, Carson | 14 novembre, Home Depot Center, Carson |
|  |                                         |                                         | E2 D.C. United                             | E2 D.C. United             | 3 (4)                                   | 3 (4)                                   |                                              |                                              |                                              |                                              |  |  | 14 novembre, Home Depot Center, Carson | 14 novembre, Home Depot Center, Carson | 14 novembre, Home Depot Center, Carson | 14 novembre, Home Depot Center, Carson |
|  | E2 D.C. United                          | E2 D.C. United                          | E2 D.C. United                             | E2 D.C. United             | 3 (4)                                   | 3 (4)                                   | 2                                            | 2                                            |                                              |                                              |  |  | 14 novembre, Home Depot Center, Carson | 14 novembre, Home Depot Center, Carson | 14 novembre, Home Depot Center, Carson | 14 novembre, Home Depot Center, Carson |
|  | E2 D.C. United                          | E2 D.C. United                          | 5 novembre, Arrowhead Stadium, Kansas City |                            |                                         |                                         | 2                                            | 2                                            |                                              |                                              |  |  | 14 novembre, Home Depot Center, Carson | 14 novembre, Home Depot Center, Carson | 14 novembre, Home Depot Center, Carson | 14 novembre, Home Depot Center, Carson |
|  | E3 MetroStars                           | E3 MetroStars                           | 0                                          | 0                          |                                         |                                         |                                              |                                              |                                              |                                              |  |  | 14 novembre, Home Depot Center, Carson | 14 novembre, Home Depot Center, Carson | 14 novembre, Home Depot Center, Carson | 14 novembre, Home Depot Center, Carson |
|  | E3 MetroStars                           | E3 MetroStars                           | 0                                          | 0                          | E2 D.C. United                          | E2 D.C. United                          | 3                                            | 3                                            |                                              |                                              |  |  |                                        |                                        |                                        |                                        |
|  | 24 et 30 octobre                        |                                         |                                            |                            | E2 D.C. United                          | E2 D.C. United                          | 3                                            | 3                                            |                                              |                                              |  |  |                                        |                                        |                                        |                                        |
|  |                                         |                                         | O1 Wizards de Kansas City                  | O1 Wizards de Kansas City  | 2                                       | 2                                       |                                              |                                              |                                              |                                              |  |  |                                        |                                        |                                        |                                        |
|  | O1 Wizards de Kansas City               | O1 Wizards de Kansas City               | O1 Wizards de Kansas City                  | O1 Wizards de Kansas City  | 2                                       | 2                                       | 0                                            | 3                                            |                                              |                                              |  |  |                                        |                                        |                                        |                                        |
|  | O1 Wizards de Kansas City               | O1 Wizards de Kansas City               |                                            |                            |                                         |                                         |                                              |                                              |                                              |                                              |  |  |                                        |                                        |                                        |                                        |
|  | O4 Earthquakes de San José              | O4 Earthquakes de San José              | 2                                          | 0                          |                                         |                                         |                                              |                                              |                                              |                                              |  |  |                                        |                                        |                                        |                                        |
|  | O4 Earthquakes de San José              | O4 Earthquakes de San José              | 2                                          | 0                          | O1 Wizards de Kansas City               | O1 Wizards de Kansas City               | 2                                            | 2                                            |                                              |                                              |  |  |                                        |                                        |                                        |                                        |
|  | 22 et 30 octobre                        |                                         |                                            |                            | O1 Wizards de Kansas City               | O1 Wizards de Kansas City               | 2                                            | 2                                            |                                              |                                              |  |  |                                        |                                        |                                        |                                        |
|  |                                         |                                         | O2 Galaxy de Los Angeles                   | O2 Galaxy de Los Angeles   | 0                                       | 0                                       |                                              |                                              |                                              |                                              |  |  |                                        |                                        |                                        |                                        |
|  | O2 Galaxy de Los Angeles                | O2 Galaxy de Los Angeles                | O2 Galaxy de Los Angeles                   | O2 Galaxy de Los Angeles   | 0                                       | 0                                       | 0                                            | 2                                            |                                              |                                              |  |  |                                        |                                        |                                        |                                        |
|  | O2 Galaxy de Los Angeles                | O2 Galaxy de Los Angeles                |                                            |                            |                                         |                                         |                                              | 2                                            |                                              |                                              |  |  |                                        |                                        |                                        |                                        |
|  | O3 Rapids du Colorado                   | O3 Rapids du Colorado                   | 1                                          | 0                          |                                         |                                         |                                              |                                              |                                              |                                              |  |  |                                        |                                        |                                        |                                        |
|  | O3 Rapids du Colorado                   | O3 Rapids du Colorado                   | 1                                          | 0                          |                                         |                                         |                                              |                                              |                                              |                                              |  |  |                                        |                                        |                                        |                                        |
|  |                                         |                                         |                                            |                            |                                         |                                         |                                              |                                              |                                              |                                              |  |  |                                        |                                        |                                        |                                        |

### Résultats

#### Demi-finales de conférence

##### Ouest
| 22 octobre 2004 | Rapids du Colorado                         | 1 - 0 | Galaxy de Los Angeles |                                                                    |                                                                    |
|                 | Peguero 30e · Kotschau 40e · Mastroeni 76e |       | · 66e Broome          | INVESCO Field, Denver Spectateurs : 8 028 Arbitrage : Terry Vaughn | INVESCO Field, Denver Spectateurs : 8 028 Arbitrage : Terry Vaughn |
|                 | Rapport                                    |       |                       | INVESCO Field, Denver Spectateurs : 8 028 Arbitrage : Terry Vaughn | INVESCO Field, Denver Spectateurs : 8 028 Arbitrage : Terry Vaughn |

| 30 octobre 2004 | Galaxy de Los Angeles                                             | 2 - 0 | Rapids du Colorado             |                                                                            |                                                                            |
|                 | Ruiz 30e · Ruiz 42e · Marshall 45+3e · Kirovski 74e · Hartman 76e |       | · 42e Beckerman · 52e Kotschau | Home Depot Center, Carson Spectateurs : 20 026 Arbitrage : Michael Kennedy | Home Depot Center, Carson Spectateurs : 20 026 Arbitrage : Michael Kennedy |
|                 | Rapport                                                           |       |                                | Home Depot Center, Carson Spectateurs : 20 026 Arbitrage : Michael Kennedy | Home Depot Center, Carson Spectateurs : 20 026 Arbitrage : Michael Kennedy |

Le Galaxy de Los Angeles l'emporte par un score cumulé de 3-0.
| 24 octobre 2004 | Earthquakes de San José                              | 2 - 0 | Wizards de Kansas City         |                                                                       |                                                                       |
|                 | Agoos 24e · Mullan 38e · De Rosario 40e · Waibel 52e |       | · 41e Simutenkov · 59e Zotincă | Spartan Stadium, San José Spectateurs : 8 659 Arbitrage : Kevin Terry | Spartan Stadium, San José Spectateurs : 8 659 Arbitrage : Kevin Terry |
|                 | Rapport                                              |       |                                | Spartan Stadium, San José Spectateurs : 8 659 Arbitrage : Kevin Terry | Spartan Stadium, San José Spectateurs : 8 659 Arbitrage : Kevin Terry |

| 30 octobre 2004 | Wizards de Kansas City                                                                          | 3 - 0 | Earthquakes de San José |                                                                              |                                                                              |
|                 | Stephenson 26e · Jewsbury 45+1e · Ching 48e (csc) · Arnaud 56e · Gutiérrez 78e · Jewsbury 90+2e |       | · 43e Donovan           | Arrowhead Stadium, Kansas City Spectateurs : 10 022 Arbitrage : Terry Vaughn | Arrowhead Stadium, Kansas City Spectateurs : 10 022 Arbitrage : Terry Vaughn |
|                 | Rapport                                                                                         |       |                         | Arrowhead Stadium, Kansas City Spectateurs : 10 022 Arbitrage : Terry Vaughn | Arrowhead Stadium, Kansas City Spectateurs : 10 022 Arbitrage : Terry Vaughn |

Les Wizards de Kansas City l'emportent par un score cumulé de 3-2.

##### Est
| 23 octobre 2004 | MetroStars   | 0 - 2 | D.C. United                                                           |                                                                              |                                                                              |
|                 | · Walker 68e |       | 50e Kovalenko · 62e Nelsen · 67e Stewart · 75e Gros · 88e Eskandarian | Giants Stadium, East Rutherford Spectateurs : 11 161 Arbitrage : Kevin Stott | Giants Stadium, East Rutherford Spectateurs : 11 161 Arbitrage : Kevin Stott |
|                 | Rapport      |       |                                                                       | Giants Stadium, East Rutherford Spectateurs : 11 161 Arbitrage : Kevin Stott | Giants Stadium, East Rutherford Spectateurs : 11 161 Arbitrage : Kevin Stott |

| 30 octobre 2004 | D.C. United                                                                               | 2 - 0 | MetroStars                                       |                                                                                  |                                                                                  |
|                 | · Olsen 27e · Namoff 35e · Kovalenko 41e · Nelsen 61e · Moreno 85e · Adu 86e · Namoff 89e |       | 6e Flores · 18e Guevara · 45+1e Clark · 88e Pope | RFK Stadium Washington, D.C. Spectateurs : 15 763 Arbitrage : Ricardo Valenzuela | RFK Stadium Washington, D.C. Spectateurs : 15 763 Arbitrage : Ricardo Valenzuela |
|                 | Rapport                                                                                   |       |                                                  | RFK Stadium Washington, D.C. Spectateurs : 15 763 Arbitrage : Ricardo Valenzuela | RFK Stadium Washington, D.C. Spectateurs : 15 763 Arbitrage : Ricardo Valenzuela |

Le D.C. United l'emporte par un score cumulé de 4-0.
| 23 octobre 2004 | Revolution de la Nouvelle-Angleterre        | 1 - 0 | Crew de Columbus          |                                                  |                                                  |
|                 | Joseph 4e · John 25e · John 58e · Heaps 82e |       | · 26e Buddle · 35e Fraser | Gillette Stadium, Foxborough Spectateurs : 5 679 | Gillette Stadium, Foxborough Spectateurs : 5 679 |
|                 | Rapport                                     |       |                           | Gillette Stadium, Foxborough Spectateurs : 5 679 | Gillette Stadium, Foxborough Spectateurs : 5 679 |

| 31 octobre 2004 | Crew de Columbus                        | 1 - 1 | Revolution de la Nouvelle-Angleterre |                                                                            |                                                                            |
|                 | Martino 26e · Hejduk 68e · Buddle 90+2e |       | · 81e Twellman                       | Columbus Crew Stadium, Columbus Spectateurs : 15 224 Arbitrage : Alex Prus | Columbus Crew Stadium, Columbus Spectateurs : 15 224 Arbitrage : Alex Prus |
|                 | Rapport                                 |       |                                      | Columbus Crew Stadium, Columbus Spectateurs : 15 224 Arbitrage : Alex Prus | Columbus Crew Stadium, Columbus Spectateurs : 15 224 Arbitrage : Alex Prus |

Le Revolution de la Nouvelle-Angleterre l'emporte par un score cumulé de 2-1.

#### Finales de conférence

##### Ouest
| 5 novembre 2004 | Wizards de Kansas City                                   | 2 - 0 | Galaxy de Los Angeles                   |                                                                                 |                                                                                 |
|                 | Arnaud 24e · Burciaga Jr. 41e · Arnaud 68e · Zotincă 72e |       | · 26e Vagenas · 72e Broome · 83e Herzog | Arrowhead Stadium, Kansas City Spectateurs : 11 931 Arbitrage : Abiodun Okulaja | Arrowhead Stadium, Kansas City Spectateurs : 11 931 Arbitrage : Abiodun Okulaja |
|                 | Rapport                                                  |       |                                         | Arrowhead Stadium, Kansas City Spectateurs : 11 931 Arbitrage : Abiodun Okulaja | Arrowhead Stadium, Kansas City Spectateurs : 11 931 Arbitrage : Abiodun Okulaja |

##### Est
| 6 novembre 2004                                         | D.C. United                                                                           | 3 - 3 a.p. 4 - 3 t. a. b.                            | Revolution de la Nouvelle-Angleterre                                               |                                                                            |                                                                            |
|                                                         | · Eskandarian 11e · Moreno 21e · Eskandarian 49e · Namoff 58e · Gomez 67e · Olsen 87e |                                                      | 1e Joseph · 17e Twellman · 44e (pen.) Ralston · 55e John · 62e Pierce · 85e Noonan | RFK Stadium Washington, D.C. Spectateurs : 21 201 Arbitrage : Terry Vaughn | RFK Stadium Washington, D.C. Spectateurs : 21 201 Arbitrage : Terry Vaughn |
|                                                         | Rapport                                                                               |                                                      |                                                                                    | RFK Stadium Washington, D.C. Spectateurs : 21 201 Arbitrage : Terry Vaughn | RFK Stadium Washington, D.C. Spectateurs : 21 201 Arbitrage : Terry Vaughn |
| Olsen · Quaranta · Adu · Eskandarian · Moreno · Carroll | Tirs au but 4 - 3                                                                     | Ralston · Reis · Twellman · Heaps · Joseph · Dempsey |                                                                                    | RFK Stadium Washington, D.C. Spectateurs : 21 201 Arbitrage : Terry Vaughn | RFK Stadium Washington, D.C. Spectateurs : 21 201 Arbitrage : Terry Vaughn |

#### MLS Cup 2004
| 14 novembre 2004 | Wizards de Kansas City                             | 2 - 3 | D.C. United | Home Depot Center, Carson                        |                                                  |
|                  | Burciaga Jr. 6e · Gutiérrez 33e · Wolff 58e (pen.) |       | · 19e Eskandarian · 23e Eskandarian · 26e (csc) Zotincă · 55e Stewart · 57e Kovalenko · 72e Namoff · 89e Olsen | Spectateurs : 25 797 Arbitrage : Michael Kennedy | Spectateurs : 25 797 Arbitrage : Michael Kennedy |
|                  | Rapport                                            |       | | Spectateurs : 25 797 Arbitrage : Michael Kennedy | Spectateurs : 25 797 Arbitrage : Michael Kennedy |

## Leaders statistiques (saison régulière)

### Classement des buteurs (MLS Scoring Champion)
Le classement des buteurs se calcule de la manière suivante : 2 points pour un but et 1 point pour une passe.
| Rang | Joueur        | Club                                 | Buts | Passes | Points |
| ---- | ------------- | ------------------------------------ | ---- | ------ | ------ |
| 1    | Pat Noonan    | Revolution de la Nouvelle-Angleterre | 11   | 8      | 30     |
| 1    | Amado Guevara | MetroStars                           | 10   | 10     | 30     |
| 3    | Brian Ching   | Earthquakes de San José              | 12   | 4      | 28     |
| 3    | Jaime Moreno  | D.C. United                          | 7    | 14     | 28     |
| 5    | Eddie Johnson | Burn de Dallas                       | 12   | 3      | 27     |
| 5    | Josh Wolff    | Wizards de Kansas City               | 10   | 7      | 27     |
| 7    | Davy Arnaud   | Wizards de Kansas City               | 9    | 8      | 26     |
| 8    | Damani Ralph  | Fire de Chicago                      | 11   | 3      | 25     |
| 9    | Edson Buddle  | Crew de Columbus                     | 11   | 2      | 24     |
| 9    | Carlos Ruiz   | Galaxy de Los Angeles                | 11   | 2      | 24     |

### Classement des passeurs
| Rang | Joueur          | Club                                 | Passes |
| ---- | --------------- | ------------------------------------ | ------ |
| 1    | Jaime Moreno    | D.C. United                          | 14     |
| 2    | Amado Guevara   | MetroStars                           | 10     |
| 2    | Dema Kovalenko  | D.C. United                          | 10     |
| 2    | José Cancela    | Revolution de la Nouvelle-Angleterre | 10     |
| 2    | Landon Donovan  | Earthquakes de San José              | 10     |
| 2    | Ronnie O'Brien  | Burn de Dallas                       | 10     |
| 2    | Simon Elliott   | Crew de Columbus                     | 10     |
| 8    | Andrew Williams | Fire de Chicago                      | 9      |

### Classement des gardiens
Il faut avoir joué au moins 1000 minutes pour être classé. Les statistiques sont faites seulement sur les matchs où les gardiens sont titulaires. 
| Rang | Gardien       | Club                                 | MJ | MIN  | BE | BE/M |
| ---- | ------------- | ------------------------------------ | -- | ---- | -- | ---- |
| 1    | Nick Rimando  | D.C. United                          | 13 | 1170 | 13 | 1.00 |
| 2    | Tony Meola    | Wizards de Kansas City               | 21 | 1890 | 22 | 1.05 |
| 3    | Jon Busch     | Crew de Columbus                     | 29 | 2610 | 31 | 1.07 |
| 4    | Joe Cannon    | Rapids du Colorado                   | 30 | 2700 | 32 | 1.07 |
| 5    | Pat Onstad    | Earthquakes de San José              | 25 | 2250 | 32 | 1.28 |
| 6    | Kevin Hartman | Galaxy de Los Angeles                | 30 | 2655 | 39 | 1.32 |
| 7    | Matt Reis     | Revolution de la Nouvelle-Angleterre | 23 | 2070 | 31 | 1.35 |
| 8    | Henri Ring    | Fire de Chicago                      | 28 | 2520 | 40 | 1.43 |
| 9    | Jeff Cassar   | Burn de Dallas                       | 19 | 1632 | 27 | 1.49 |
| 10   | Jonny Walker  | MetroStars                           | 28 | 2520 | 45 | 1.61 |

## Récompenses individuelles

### Récompenses annuelles
| Trophée                            | Joueur                    | Club                                 |
| ---------------------------------- | ------------------------- | ------------------------------------ |
| Meilleur joueur (saison régulière) | Amado Guevara             | MetroStars                           |
| Meilleur joueur (finale MLS)       | Alecko Eskandarian        | D.C. United                          |
| Meilleur buteur                    | Amado Guevara (30 points) | MetroStars                           |
|                                    | Pat Noonan (30 points)    | Revolution de la Nouvelle-Angleterre |
| Meilleur défenseur                 | Robin Fraser              | Crew de Columbus                     |
| Meilleur gardien                   | Joe Cannon                | Rapids du Colorado                   |
| Meilleur rookie                    | Clint Dempsey             | Revolution de la Nouvelle-Angleterre |
| Meilleur entraîneur                | Greg Andrulis             | Crew de Columbus                     |
| Meilleur come-back                 | Brian Ching               | Earthquakes de San José              |
| Meilleur arbitre                   | Abbey Okulaja             |                                      |
| Meilleur but                       | Dwayne De Rosario         | Earthquakes de San José              |
| Action de l'année                  | Freddy Adu                | D.C. United                          |
| Trophée du fair-play (joueur)      | Eddie Pope                | MetroStars                           |
| Trophée du fair-play (équipe)      |                           | Crew de Columbus                     |
| Action humanitaire de l'année      | Chris Henderson           | Rapids du Colorado                   |

### Joueur du mois
| Mois      | Joueur           | Club                    |
| --------- | ---------------- | ----------------------- |
| Avril     | Carlos Ruiz      | Galaxy de Los Angeles   |
| Mai       | Alejandro Moreno | Galaxy de Los Angeles   |
| Juin      | Chris Klein      | Wizards de Kansas City  |
| Juillet   | Amado Guevara    | MetroStars              |
| Août      | Pat Onstad       | Earthquakes de San José |
| Septembre | Jon Busch        | Crew de Columbus        |
| Octobre   | Andy Herron      | Fire de Chicago         |

### Joueur de la semaine
| Semaine    | Joueur             | Club                                 |
| ---------- | ------------------ | ------------------------------------ |
| Semaine 1  | Jaime Moreno       | D.C. United                          |
| Semaine 2  | Pat Onstad         | Earthquakes de San José              |
| Semaine 3  | Fabian Taylor      | MetroStars                           |
| Semaine 4  | Carlos Ruiz        | Galaxy de Los Angeles                |
| Semaine 5  | Henry Ring         | Fire de Chicago                      |
| Semaine 6  | Jovan Kirovski     | Galaxy de Los Angeles                |
| Semaine 7  | Pat Onstad         | Earthquakes de San José              |
| Semaine 8  | Alejandro Moreno   | Galaxy de Los Angeles                |
| Semaine 9  | Jovan Kirovski     | Galaxy de Los Angeles                |
| Semaine 10 | Pat Noonan         | Revolution de la Nouvelle-Angleterre |
| Semaine 11 | Jeff Cunningham    | Crew de Columbus                     |
| Semaine 12 | Alecko Eskandarian | D.C. United                          |
| Semaine 13 | Amado Guevara      | MetroStars                           |
| Semaine 14 | Davy Arnaud        | Wizards de Kansas City               |
| Semaine 15 | Jeff Cassar        | Burn de Dallas                       |
| Semaine 16 | Brian Ching        | Earthquakes de San José              |
| Semaine 17 | Brad Davis         | Burn de Dallas                       |
| Semaine 18 | Edson Buddle       | Crew de Columbus                     |
| Semaine 19 | Brian Mullan       | Earthquakes de San José              |
| Semaine 20 | Jaime Moreno       | D.C. United                          |
| Semaine 21 | Kyle Martino       | Crew de Columbus                     |
| Semaine 22 | Ronnie O'Brien     | Burn de Dallas                       |
| Semaine 23 | Ross Paule         | Crew de Columbus                     |
| Semaine 24 | Alecko Eskandarian | D.C. United                          |
| Semaine 25 | Edson Buddle       | Crew de Columbus                     |
| Semaine 26 | Andy Herron        | Fire de Chicago                      |
| Semaine 27 | Andy Herron        | Fire de Chicago                      |
| Semaine 28 | Jovan Kirovski     | Galaxy de Los Angeles                |
| Semaine 29 | Christian Gómez    | D.C. United                          |

## Bilan
D.C. United est invité à participer à la Copa Sudamericana 2005.
| Major League Soccer 2004                                  |                                      |
| Champion                                                  | D.C. United (4e titre)               |
| Play-offs                                                 | Crew de Columbus                     |
| Play-offs                                                 | Wizards de Kansas City               |
| Play-offs                                                 | Galaxy de Los Angeles                |
| Play-offs                                                 | D.C. United                          |
| Play-offs                                                 | Rapids du Colorado                   |
| Play-offs                                                 | MetroStars                           |
| Play-offs                                                 | Earthquakes de San José              |
| Play-offs                                                 | Revolution de la Nouvelle-Angleterre |
| Coupes et trophées                                        |                                      |
| Vainqueur de la Coupe des États-Unis 2004                 | Wizards de Kansas City               |
| Qualifications continentales                              |                                      |
| Coupe des champions de la CONCACAF 2005 (quart de finale) | D.C. United                          |
| Coupe des champions de la CONCACAF 2005 (quart de finale) | Wizards de Kansas City               |